# Катнич, Эрвин
Э́рвин Ка́тнич (хорв. Ervin Katnić, 2 сентября 1921, Сплит — 4 января 1979, Сплит), урождённый Э́рвин Кате́ни (итал. Ervin Cateni) — югославский футболист, игравший на позиции защитника. Участник чемпионата мира 1950 года в составе национальной сборной Югославии.

## Клубная карьера
Катнич родился в итальянской Пуле и начал свою карьеру в местном «Грионе», за который играл в течение трёх лет до начала Второй мировой войны. В 1941 году был призван в итальянскую армию, где служил в танковой бригаде, и спустя 3 года был найден представителями сплитского «Хайдука» в плену недалеко от Таранто.
Катнич присоединился к хорватской команде как раз перед первым матчем тура по Италии против британской гарнизонной команды, 18 июня 1944 года, в Мола-ди-Бари и забил три гола головой. В дальнейшем он остался в Сплите и выступал за «Хайдук» следующие 9 лет, сыграв 369 матчей и забив 28 голов. Катнича описывают как игрока «крепкого и сильного, хотя и невысокого роста, обладавшего необыкновенным чувством прыжка». За это время дважды завоевал титул чемпиона Югославии, а также стал чемпионом Хорватии. Завершил карьеру в 1953 году из-за проблем со здоровьем.

## Карьера в сборной
Присутствовал в заявке сборной на чемпионат мира 1950 года в Бразилии, но на поле не выходил.
Умер 4 января 1979 года на 58-м году жизни в городе Сплит.

## Достижения
«Хайдук» (Сплит)
- Чемпион Югославии (2): 1950, 1952
- Чемпион Хорватии: 1946